# リグヴェーダウィキ
リグヴェーダウィキ（리그베다 위키）は、大韓民国のウィキサイトである。2007年から2012年まではエンジェルハイロウィキ（엔젤하이로 위키）または略称のエンハウィキ（엔하위키）と呼ばれていた。2015年4月25日時点の登録記事数は27万を超えている。

## 歴史
2007年初め、エンジェルハイロというコミュニティサイト内にゼロボードエンジンのWikiとして開設されたのが始まりである。2007年3月1日にはオーウィキエンジンに変更され、更に2008年12月12日からはモニウィキエンジンに変更された。
2012年3月9日、エンジェルハイロの運営者である艦長（ハンドルネーム）が、利用者のひとりである青銅（ハンドルネーム）に譲渡したことでエンジェルハイロから完全に分離した。これと同時にサーバーを移転し、名称も「リグヴェーダウィキ」に変更された。しばらくはエンハウィキの名も通用したが、後にエンジェルハイロが自前のウィキサイトを開設してこちらをエンハウィキと称したため、リグヴェーダウィキを指してエンハウィキと呼ぶことはなくなった。ただし、ミラーサイトの一部には未だにリクヴェーダウィキを指してエンハウィキと称するものがある。
しかし2015年4月8日、リグヴェーダウィキ営利化事件によってリグヴェーダウィキの正常な閲覧と編集が不可能になり、更にサーバー攻撃を受けたことで2015年4月25日にはサーバーがダウンし、運営が中断された。
2015年4月17日、リグヴェーダウィキのデータベースを基盤とするナムウィキが設立された。
2023年1月3日から完全に接続不能となり、サイトが事実上閉鎖された。

## 特徴
誰でも編集できる開かれたウィキの形式を取っている。リグヴェーダウィキは信憑性のある百科事典というわけではなく、サイト自身が百科事典を指向しているわけでもない。ウィキペディアに比べて自由な文章を作成でき、編集者個人の主観的叙述も可能であることから、漫画、アニメ、テレビ、鉄道などのサブカルチャー関連項目の比重が高い。文書に関する問い合わせや討論については、独立した掲示板である「リグヴェーダウィキ掲示板」を利用する。
また、名誉毀損やその他混乱を引き起こそうとする利用者に対しては、もう一方の当事者（名誉毀損の被害者、ただし公人を除く）が管理者にEメールで要請した場合、管理者権限で記事削除・修正が可能であると同時に、投稿ブロックを行うことが可能である。